# 한국에스지아이
한국에스지아이는 불법사상(佛法思想)에 입각한 인간주의, 평화주의, 문화주의의 철리를 가정과 사회에 전개함으로써 개인의 행복을 확립하고 국가의 번영에 공헌하며, 평화낙토의 건설과 세계평화의 실현에 기여하기 위하여 2000년 4월 15일 설립된 문화체육관광부 소관의 재단법인이다. 사무실은 서울시 구로구 구로동 45에 있다.

## 주요 사업
- 대백법의 연수와 화도에 관한 사업
- 평화, 문화, 교육에 관한 사업과 해외교류 증진사업
- 환경보호 및 사회복지에 관한 사업
- 간행물 발행사업
- 효도함양을 위한 분묘지 사업
- 유치원 설치 및 학교법인 지원사업
- 기타 본 법인의 목적사업을 위한 부수사업